# Barbara Tabita
Barbara Tabita (Augusta, 13 febbraio 1975) è un'attrice italiana.

## Biografia
Nata ad Augusta, in provincia di Siracusa, nel 1975, ha studiato recitazione frequentando la Scuola del Teatro Stabile di Catania. Inoltre ha perfezionato lo studio, partecipando a diversi laboratori e stage.
Dopo aver debuttato in teatro, dove vanta un ricco curriculum, nel 2002 esordisce sul grande schermo con il film Come se fosse amore, regia di Roberto Burchielli, a cui fanno seguito, tra l'altro: Sara May, regia di Marianna Sciveres, dove è coprotagonista nel ruolo di Dora, Ti amo in tutte le lingue del mondo, regia di Leonardo Pieraccioni, in cui ha il ruolo dell'ex moglie dello stesso Pieraccioni, Il 7 e l'8, in cui interpreta il ruolo della fidanzata di Picone, oltre che Io & Marilyn, in cui è nuovamente la moglie di Pieraccioni, e Natale in Sudafrica di Neri Parenti.
Ha recitato in diverse fiction televisive di produzione italiana, tra cui un episodio della serie TV Il commissario Montalbano dal titolo Il gioco delle tre carte, un episodio della serie TV Il giudice Mastrangelo, alcuni episodi de La nuova squadra e alcune puntate della soap opera Agrodolce. Ha inoltre partecipato al serial televisivo Incantesimo con un ruolo minore, e alla serie I Cesaroni con il ruolo di Olga Di Stefano, componente del cast principale nella quarta stagione (2010).
Nel 2013 fa parte del cast del film La mafia uccide solo d'estate. Nel 2014 partecipa alla serie televisiva Fuoriclasse. Nel 2015 è una dei protagonisti della pellicola Italo, film, tratto da una storia vera, che narra di un cane straordinario che ottenne la cittadinanza onoraria di Scicli, il paese siciliano in cui viveva. Sempre nel 2015 interpreta Sharon, la vicina di pianerottolo del protagonista nel film Italiano medio di Maccio Capatonda.
Dal 13 febbraio al 2 giugno 2017 ha condotto il talk show The Real, affiancata da Daniela Collu, Filippa Lagerbäck, Marisa Passera e Ambra Romani.
Nel 2018 partecipa al film La fuitina sbagliata in cui riveste il ruolo di madre della sposa.

### Vita privata
È la sorella dell'attore Luigi Tabita.

## Filmografia

### Cinema
- Come se fosse amore, regia di Roberto Burchielli (2002)
- Ho visto le stelle!, regia di Vincenzo Salemme (2003)
- Sara May, regia di Marianna Sciveres (2004)
- Ti amo in tutte le lingue del mondo, regia di Leonardo Pieraccioni (2005)
- A Hero... in Rome, regia di Panos Angelopoulos (2006)
- Terapia Roosevelt, regia di Vittorio Muscia (2006)
- Il 7 e l'8, regia di Giambattista Avellino e Ficarra e Picone (2007)
- Io & Marilyn, regia di Leonardo Pieraccioni (2009)
- Natale in Sudafrica, regia di Neri Parenti (2010)
- La mafia uccide solo d'estate, regia di Pif (2013)
- Ci devo pensare, regia di Francesco Albanese (2014)
- Italo, regia di Alessia Scarso (2015)
- Italiano medio, regia di Marcello Macchia (2015)
- Nomi e cognomi, regia di Sebastiano Rizzo (2015)
- Matrimonio al Sud, regia di Paolo Costella (2015)
- Belli di papà, regia di Guido Chiesa (2015)
- Lo scambio, regia di Salvo Cuccia (2016)
- Un Natale al Sud, regia di Federico Marsicano (2016)
- La fuitina sbagliata, regia di Mimmo Esposito (2018)
- So tutto di te, regia di Roberto Lipari (2023)
- L'estate più calda, regia di Matteo Pilati (2023) - su Prime Video

### Televisione
- La piovra 10, regia di Luigi Perelli - serie TV (2001)
- Il bosco infinito (2003)
- Incantesimo 8, regia di Ruggero Deodato e Tomaso Sherman (2005)
- Il commissario Montalbano - episodio Il gioco delle tre carte, regia di Alberto Sironi (2006)
- Il giudice Mastrangelo 2, regia di Enrico Oldoini (Episodio: "Belle maniere con delitto", 2007)
- La nuova squadra, registi vari (2008)
- Agrodolce, registi vari (2008-2009)
- Gym Tonic Comedy, regia di Luigi Russo (2009)
- La nuova squadra 2, registi vari - serie TV (2009)
- I Cesaroni 4, regia di Stefano Vicario e Francesco Pavolini - serie TV (2010)
- Fuoriclasse, regia di Riccardo Donna - serie TV (2014)
- Catturandi - Nel nome del padre, regia di Fabrizio Costa (2016)
- Felicia Impastato, regia di Gianfranco Albano - film TV (2016)
- Mariottide - La sitcom, regia di Maccio Capatonda (2016)
- The Bad Guy, regia di Giancarlo Fontana e Giuseppe G. Stasi - serie Prime Video, 5 episodi (2022-2024)

## Programmi televisivi
- The Real (TV8, 2017)